# Tony Award du meilleur second rôle féminin dans une pièce
Le Tony Award du meilleur meilleur second rôle féminin dans une pièce (Tony Award for Best Featured Actress in a Play) est un prix récompensant les meilleures actrices dans des seconds rôles dans de nouvelles pièces ou des reprises jouées à Broadway, New York. Le prix a été créé en 1947 sous le nom Antoinette Perry Awards for Excellence in Theatre. Antoinette Perry est une actrice américaine décédée en 1946.
A l' origine appelé le "Tony Award for Actress, Supporting or Featured (Dramatic)", Patricia Neal a remporté le premier prix pour son interprétation de Regina Hubbard dans Another Part of the Forest. Avant 1956, les noms des nommés n'étaient pas rendus publics : le changement a été fait par le comité de prix pour « avoir un plus grand impact sur les spectateurs de théâtre ». Le prix a été rebaptisé en 1976, année où Shirley Knight a remporté le prix pour son rôle dans Kennedy's Children.

## Prix et nominations
| Année | Actrice             | Rôle                          | Pièce                                                                  | Nommées | Ref.       |
| ----- | ------------------- | ----------------------------- | ---------------------------------------------------------------------- | --- | ---------- |
| 1947  | Patricia Neal       | Regina Hubbard                | Another Part of the Forest                                             | — | [ 1 ]      |
| 1948  | —                   | —                             | —                                                                      | — | [ note 1 ] |
| 1949  | Shirley Booth       |                               | Goodbye, My Fancy                                                      | — | [ 6 ]      |
| 1950  | —                   | —                             | —                                                                      | — | [ note 1 ] |
| 1951  | Maureen Stapleton   | Serafina Delle Rose           | The Rose Tattoo                                                        | — | [ 7 ]      |
| 1952  | Marian Winters      | Natalia Landauer              | I Am a Camera                                                          | — | [ 8 ]      |
| 1953  | Beatrice Straight   | Elizabeth Proctor             | The Crucible                                                           | — | [ 9 ]      |
| 1954  | Jo Van Fleet        | Jessie Mae Watts              | The Trip to Bountiful                                                  | — | [ 10 ]     |
| 1955  | Patricia Jessel     | Romaine                       | Witness for the Prosecution                                            | — | [ 11 ]     |
| 1956  | Una Merkel          | Edna Earle Ponder             | The Ponder Heart                                                       | - Diane Cilento dans Tiger at the Gates dans le rôle de Hélène de Troie - Anne Jackson dans Middle of the Night dans le rôle de The Daughter - Elaine Stritch dans Bus Stop dans le rôle de Grace Hoylard | [ 12 ]     |
| 1957  | Peggy Cass          | Agnes Gooch                   | Auntie Mame                                                            | - Anna Massey dans The Reluctant Debutante dans le rôle de Jane Broadbent - Beryl Measor dans Separate Tables dans le rôle de Pat Cooper - Mildred Natwick dans The Waltz of the Toreadors dans le rôle de Mme. St. Pé - Phyllis Neilson-Terry dans Separate Tables dans le rôle de Mrs. Railton-Bell - Diana Van der Vlis dans The Happiest Millionaire dans le rôle de Cordelia Biddle                                                                                               | [ 13 ]     |
| 1958  | Anne Bancroft       | Gittel Mosca                  | Two for the Seesaw                                                     | - Brenda De Banzie dans The Entertainer dans le rôle de Phoebe Rice - Joan Blondell dans The Rope Dancers dans le rôle de Mrs. Farrow - Mary Fickett dans Sunrise at Campobello dans le rôle de Eleanor Roosevelt - Eileen Heckart dans The Dark at the Top of the Stairs dans le rôle de Lottie Lacey | [ 14 ]     |
| 1959  | Julie Newmar        | Katrin Sveg                   | The Marriage-Go-Round                                                  | - Maureen Delany dans God and Kate Murphy dans le rôle de Carrie Donovan - Dolores Hart dans The Pleasure of His Company dans le rôle de Jessica Poole - Nan Martin dans J.B. dans le rôle de Sarah - Bertice Reading dans Requiem for a Nun dans le rôle de Nancy Mannigoe | [ 15 ]     |
| 1960  | Anne Revere         | Anna Berniers                 | Toys dans the Attic                                                    | - Leora Dana dans The Best Man dans le rôle de Alice Russell - Jane Fonda dans There Was a Little Girl dans le rôle de Toni Newton - Sarah Marshall dans Goodbye, Charlie dans le rôle de Rusty Mayerling - Juliet Mills dans Five Finger Exercise dans le rôle de Pamela Harrington | [ 16 ]     |
| 1961  | Colleen Dewhurst    | Mary Follet                   | All the Way Home                                                       | - Eileen Heckart dans Invitation to a March dans le rôle de DeeDee Grogan - Tresa Hughes dans The Devil's Advocate dans le rôle de Nina Sanduzzi - Rosemary Murphy dans Period of Adjustment dans le rôle de Dorothea Bates | [ 17 ]     |
| 1962  | Elizabeth Ashley    | Mollie Michaelson             | Take Her, She's Mine                                                   | - Zohra Lampert dans Look: We've Come Through dans le rôle de Jennifer Lewison - Janet Margolin dans Daughter of Silence dans le rôle de Anna Albertini - Pat Stanley dans Sunday dans New York dans le rôle de Eileen Taylor | [ 18 ]     |
| 1963  | Sandy Dennis        | Sandra Markowitz              | A Thousand Clowns                                                      | - Melinda Dillon dans Who's Afraid of Virginia Woolf? dans le rôle de Honey - Alice Ghostley dans The Beauty Part dans le rôle de plusieurs personnages - Zohra Lampert dans Mother Courage and Her Children dans le rôle de Kattrin | [ 19 ]     |
| 1964  | Barbara Loden       | Maggie                        | After the Fall                                                         | - Rosemary Murphy dans Any Wednesday dans le rôle de Dorothea Cleves - Kate Reid dans Dylan dans le rôle de Caitlin Thomas - Diana Sands dans Blues for Mister Charlie dans le rôle de Juanita | [ 20 ]     |
| 1965  | Alice Ghostley      | Mavis Parodus Bryson          | The Sign dans Sidney Brustein's Window                                 | - Rae Allen dans Traveller Without Luggage dans le rôle de Juliette - Alexandra Berlin dans All dans Good Time dans le rôle de Violet Fitton - Carolan Daniels dans Slow Dance on the Killing Ground dans le rôle de Rosie | [ 21 ]     |
| 1966  | Zoe Caldwell        | Polly                         | Slapstick Tragedy                                                      | - Glenda Jackson dans Marat-Sade dans le rôle de Charlotte Corday - Mairin D. O'Sullivan dans Philadelphia, Here I Come! dans le rôle de Madge Mulhern - Brenda Vaccaro dans Cactus Flower dans le rôle de Toni Simmons | [ 22 ]     |
| 1967  | Marian Seldes       | Julia                         | A Delicate Balance                                                     | - Camila Ashland dans Black Comedy dans le rôle de Miss. Furnival - Brenda Forbes dans The Loves of Cass McGuire dans le rôle de Trilbe Costello - Maria Tucci dans The Rose Tattoo dans le rôle de Rose Dell Rose | [ 23 ]     |
| 1968  | Zena Walker         | Sheila                        | A Day dans the Death of Joe Egg                                        | - Pert Kelton dans Spofford dans le rôle de Mrs. Punck - Ruth White dans The Birthday Party dans le rôle de Meg - Eleanor Wilson dans Weekend dans le rôle de Mrs. Andrews | [ 24 ]     |
| 1969  | Jane Alexander      | Eleanor Bachman               | The Great White Hope                                                   | - Diane Keaton dans Play It Again, Sam dans le rôle de Linda Christie - Lauren Jones dans Does a Tiger Wear a Necktie? dans le rôle de Linda - Anna Manahan dans Lovers dans le rôle de Hanna Wilson | [ 25 ]     |
| 1970  | Blythe Danner       | Jill Tanner                   | Butterflies Are Free                                                   | - Alice Drummond dans The Chinese and Dr. Fish dans le rôle de Mrs. Lee - Eileen Heckart dans Butterflies Are Free dans le rôle de Mrs. Baker - Linda Lavin dans Last of the Red Hot Lovers dans le rôle de Elaine Navazio | [ 26 ]     |
| 1971  | Rae Allen           | Fleur Stein                   | And Miss Reardon Drinks A Little                                       | - Lili Darvas dans Les Blancs dans le rôle de Madame Neilsen - Joan Van Ark dans L'École des femmes dans le rôle de Agnes - Mona Washbourne dans Home dans le rôle de Marian | [ 27 ]     |
| 1972  | Elizabeth Wilson    | Harriet                       | Sticks and Bones                                                       | - Cara Duff-MacCormick dans Moonchildren dans le rôle de Shelly - Mercedes McCambridge dans The Love Suicide at Schofield Barracks dans le rôle de Mavis Parodus Bryson - Frances Sternhagen dans The Sign dans Sidney Brustein's Window dans le rôle de Lucy Lake | [ 28 ]     |
| 1973  | Leora Dana          | Elizabeth Edwards             | The Last of Mrs. Lincoln                                               | - Maya Angelou dans Look Away dans le rôle de Elizabeth Keckley - Katherine Helmond dans The Great God Brown dans le rôle de Margaret - Penelope Windust dans Elizabeth I dans le rôle de Elizabeth I | [ 29 ]     |
| 1974  | Frances Sternhagen  | Multiple                      | The Good Doctor                                                        | - Regina Baff dans Veronica's Room dans le rôle de Susan - Fionnula Flanagan dans Ulysses dans Nighttown dans le rôle de plusieurs personnages - Charlotte Moore dans Chemin de Fer dans le rôle de Sophie - Roxie Roker dans The River Niger dans le rôle de Mattie Williams | [ 30 ]     |
| 1975  | Rita Moreno         | Googie Gomez                  | The Ritz                                                               | - Linda Miller dans Black Picture Show dans le rôle de Jane - Geraldine Page dans Absurd Person Singular dans le rôle de Marion - Carole Shelley dans Absurd Person Singular dans le rôle de Jane - Elizabeth Spriggs dans London Assurance dans le rôle de Lady Gay Spanker - Frances Sternhagen dans Equus dans le rôle de Dora Strang | [ 31 ]     |
| 1976  | Shirley Knight      | Carla                         | Kennedy's Children                                                     | - Mary Beth Hurt dans Trelawny of the 'Wells' dans le rôle de Rose Trewlawny - Lois Nettleton dans They Knew What They Wanted dans le rôle de Amy - Meryl Streep dans 27 Wagons Full of Cotton / A Memory of Two Mondays dans le rôle de Flora Meighan | [ 32 ]     |
| 1977  | Trazana Beverley    | Dame en rouge                 | For Colored Girls Who Have Considered Suicide When the Rainbow Is Enuf | - Patricia Elliott dans The Shadow Box dans le rôle de Beverly - Rose Gregorio dans The Shadow Box dans le rôle de Agnes - Mary McCarty dans Anna Christie dans le rôle de Marthy Owen | [ 33 ]     |
| 1978  | Ann Wedgeworth      | Faye Medwick                  | Chapter Two                                                            | - Starletta DuPois dans The Mighty Gents dans le rôle de Rita - Swoosie Kurtz dans Tartuffe dans le rôle de Mariane - Marian Seldes dans Deathtrap dans le rôle de Myra Bruhl | [ 34 ]     |
| 1979  | Joan Hickson        | Delia                         | Bedroom Farce                                                          | - Laurie Kennedy dans Man and Superman dans le rôle de Violet Robinson - Susan Littler dans Bedroom Farce dans le rôle de Kate - Mary-Joan Negro dans Wings dans le rôle de Amy | [ 35 ]     |
| 1980  | Dinah Manoff        | Libby Tucker                  | I Ought to be in Pictures                                              | - Maureen Anderman dans The Lady from Dubuque dans le rôle de Carol - Pamela Burrell dans Strider dans le rôle de plusieurs personnages - Lois de Banzie dans Morning's at Seven dans le rôle de Myrtle Brown | [ 36 ]     |
| 1981  | Swoosie Kurtz       | Gwen Landis                   | Fifth of July                                                          | - Maureen Stapleton dans The Little Foxes dans le rôle de Birdie Hubbard - Jessica Tandy dans Rose dans le rôle de Rose's mother - Zoë Wanamaker dans Piaf dans le rôle de Tione | [ 37 ]     |
| 1982  | Amanda Plummer      | Agnes                         | Agnes of God                                                           | - Judith Anderson dans Medea dans le rôle de The Nurse - Mia Dillon dans Crimes of the Heart dans le rôle de Babe MaGrath Botrelle - Mary Beth Hurt dans Crimes of the Heart dans le rôle de Meg MaGrath | [ 38 ]     |
| 1983  | Judith Ivey         | Josie                         | Steaming                                                               | - Elizabeth Franz dans Brighton Beach Memoirs dans le rôle de Kate Jerome - Roxanne Hart dans Passion dans le rôle de Kate - Margaret Tyzack dans All's Well That Ends Well dans le rôle de Countess of Rossillion | [ 39 ]     |
| 1984  | Christine Baranski  | Charlotte                     | The Real Thing                                                         | - Jo Henderson dans Play Memory dans le rôle de Ruth MacMillan - Dana Ivey dans Heartbreak House dans le rôle de Lady Utterword - Deborah Rush dans Noises Off dans le rôle de Brooke Ashton | [ 40 ]     |
| 1985  | Judith Ivey         | Bonnie                        | Hurlyburly                                                             | - Joanna Gleason dans A Day dans the Death of Joe Egg dans le rôle de Pam - Theresa Merritt dans Ma Rainey's Black Bottom dans le rôle de Ma Rainey - Sigourney Weaver dans Hurlyburly dans le rôle de Darlene | [ 41 ]     |
| 1986  | Swoosie Kurtz       | Bananas Shaughnessy           | The House of Blue Leaves                                               | - Stockard Channing dans The House of Blue Leaves dans le rôle de Bunny Flingus - Bethel Leslie dans Long Day's Journey into Night dans le rôle de Mary Tyrone - Zoë Wanamaker dans Loot dans le rôle de Fay | [ 42 ]     |
| 1987  | Mary Alice          | Rose Maxson                   | Fences                                                                 | - Annette Bening dans Coastal Disturbances dans le rôle de Holly Dancer - Phyllis Newman dans Broadway Bound dans le rôle de Blanche Morton - Carole Shelley dans Stepping Out dans le rôle de Maxine | [ 43 ]     |
| 1988  | L. Scott Caldwell   | Bertha Holly                  | Joe Turner's Come and Gone                                             | - Kimberleigh Aarn dans Joe Turner's Come and Gone dans le rôle de Mattie Cambell - Kate Nelligan dans Serious Money dans le rôle de plusieurs personnages - Kimberly Scott dans Joe Turner's Come and Gone dans le rôle de Molly Cunningham | [ 44 ]     |
| 1989  | Christine Baranski  | Chris Gorman                  | Rumors                                                                 | - Joanne Camp dans The Heidi Chronicles dans le rôle de plusieurs personnages - Tovah Feldshuh dans Lend Me a Tenor dans le rôle de Maria Merelli - Penelope Ann Miller dans Our Town dans le rôle de Emily Webb | [ 45 ]     |
| 1990  | Margaret Tyzack     | Lotte Schoen                  | Lettice and Lovage                                                     | - Polly Holliday dans Cat on a Hot Tin Roof dans le rôle de Big Mama Polllitt - S. Epatha Merkerson dans The Piano Lesson dans le rôle de Berniece - Lois Smith dans The Grapes of Wrath dans le rôle de Ma Joad | [ 46 ]     |
| 1991  | Irene Worth         | Grandma Kurnitz               | Lost in Yonkers                                                        | - Amelia Campbell dans Our Country's Good dans le rôle de plusieurs personnages - Kathryn Erbe dans The Speed of Darkness dans le rôle de Mary - J. Smith-Cameron dans Our Country's Good dans le rôle de plusieurs personnages | [ 47 ]     |
| 1992  | Brid Brennan        | Agnes                         | Dancing at Lughnasa                                                    | - Rosaleen Linehan dans Dancing at Lughnasa dans le rôle de Kate Mundy - Cynthia Martells dans Two Trains Running dans le rôle de Risa - Dearbhla Molloy dans Dancing at Lughnasa dans le rôle de Maggie Mundy | [ 48 ]     |
| 1993  | Debra Monk          | Geneva                        | Redwood Curtain                                                        | - Kathleen Chalfant dans Angels dans America: Millennium Approaches dans le rôle de plusieurs personnages - Marcia Gay Harden dans Angels dans America: Millennium Approaches dans le rôle de plusieurs personnages - Anne Meara dans Anna Christie dans le rôle de Marthy Owen | [ 49 ]     |
| 1994  | Jane Adams          | Sheila Birling                | An Inspector Calls                                                     | - Debra Monk dans Picnic dans le rôle de Rosemary Sydney - Jeanne Paulsen dans The Kentucky Cycle dans le rôle de plusieurs personnages - Anne Pitoniak dans Picnic dans le rôle de Helen Potts | [ 50 ]     |
| 1995  | Frances Sternhagen  | Lavinia Penniman              | The Heiress                                                            | - Suzanne Bertish dans The Molière Comedies dans le rôle de Lisette - Cynthia Nixon dans Indiscretions dans le rôle de Madeleine Ozeray - Mercedes Ruehl dans The Shadow Box dans le rôle de Beverly | [ 51 ]     |
| 1996  | Audra McDonald      | Sharon Graham                 | Master Class                                                           | - Viola Davis dans Seven Guitars dans le rôle de Vera - Michele Shay dans Seven Guitars dans le rôle de Louise - Lois Smith dans Buried Child dans le rôle de Hallie | [ 52 ]     |
| 1997  | Lynne Thigpen       | Dr. Judith B. Kaufman         | An American Daughter                                                   | - Helen Carey dans London Assurance dans le rôle de Lady Gay Spanker - Dana Ivey dans The Last Night of Ballyhoo] dans le rôle de Boo Levy - Celia Weston dans The Last Night of Ballyhoo dans le rôle de Reba Freitag | [ 53 ]     |
| 1998  | Anna Manahan        | Mags Folan                    | The Beauty Queen of Leenane                                            | - Enid Graham dans Honour dans le rôle de Sophie - Linda Lavin dans The Diary of Anne Frank dans le rôle de Petronella van Daan - Julyana Soelistyo dans Golden Child dans le rôle de Eng Ahn | [ 54 ]     |
| 1999  | Elizabeth Franz     | Linda Loman                   | Death of a Salesman                                                    | - Claire Bloom dans Electra dans le rôle de Clytemnestre - Samantha Bond dans Amy's View dans le rôle de Amy Thomas - Dawn Bradfield dans The Lonesome West dans le rôle de Girleen Kelleher | [ 55 ]     |
| 2000  | Blair Brown         | Margrethe Bohr                | Copenhagen                                                             | - Frances Conroy dans The Ride Down Mt. Morgan dans le rôle de Theo - Amy Ryan dans Uncle Vanya dans le rôle de Sonya Serebryakova - Helen Stenborg dans Waiting dans the Wings dans le rôle de Sarita Myrtle - Sarah Woodward dans The Real Thing dans le rôle de Charlotte | [ 56 ]     |
| 2001  | Viola Davis         | Tonya                         | King Hedley II                                                         | - Johanna Day dans Proof dans le rôle de Claire - Penny Fuller dans The Dinner Party dans le rôle de Gabrielle Buonocelli - Marthe Keller dans Judgment at Nuremberg dans le rôle de Mme. Bertholt - Michele Lee dans The Tale of the Allergist's Wife dans le rôle de Lee Green | [ 57 ]     |
| 2002  | Katie Finneran      | Brooke Ashton                 | Noises Off                                                             | - Kate Burton dans The Elephant Man dans le rôle de Madge Kendal - Elizabeth Franz dans Morning's at Seven dans le rôle de Aaronetta Gibbs - Estelle Parsons dans Morning's at Seven dans le rôle de Cora Swanson - Frances Sternhagen dans Morning's at Seven dans le rôle de Ida Bolton | [ 58 ]     |
| 2003  | Michele Pawk        | Louise                        | Hollywood Arms                                                         | - Christine Ebersole dans Dinner at Eight dans le rôle de Millicent Jordan - Linda Emond dans Life x 3 dans le rôle de Inez - Kathryn Meisle dans Tartuffe dans le rôle de Elmire - Marian Seldes dans Dinner at Eight dans le rôle de Carlotta Vance | [ 59 ]     |
| 2004  | Audra McDonald      | Ruth Younger                  | A Raisin dans the Sun                                                  | - Essie Davis dans Jumpers dans le rôle de Dotty - Sanaa Lathan dans A Raisin dans the Sun dans le rôle de Beneatha Younger - Margo Martindale dans Cat on a Hot Tin Roof dans le rôle de Big Momma Pollitt - Daphne Rubin-Vega dans Anna dans the Tropics dans le rôle de Conchita | [ 60 ]     |
| 2005  | Adriane Lenox       | Mrs. Muller                   | Doubt: A Parable                                                       | - Mireille Enos dans Who's Afraid of Virginia Woolf? dans le rôle de Honey - Heather Goldenhersh dans Doubt: A Parable dans le rôle de Sister James - Dana Ivey dans The Rivals dans le rôle de Mrs. Malaprop - Amy Ryan dans A Streetcar Named Desire dans le rôle de Stella Kowalski | [ 61 ]     |
| 2006  | Frances de la Tour  | Mrs. Lintott                  | The History Boys                                                       | - Tyne Daly dans Rabbit Hole (en) dans le rôle de Nat - Jayne Houdyshell dans Well dans le rôle de Ann Kron - Alison Pill dans The Lieutenant of Inishmore dans le rôle de Mairead - Zoë Wanamaker dans Awake and Sing! dans le rôle de Bessie Berger | [ 62 ]     |
| 2007  | Jennifer Ehle       | Multiple                      | The Coast of Utopia                                                    | - Xanthe Elbrick dans Coram Boy dans le rôle de plusieurs personnages - Dana Ivey dans Butley dans le rôle de Edna Shaft - Jan Maxwell dans Coram Boy dans le rôle de plusieurs personnages - Martha Plimpton dans The Coast of Utopia dans le rôle de plusieurs personnages | [ 64 ]     |
| 2008  | Rondi Reed          | Mattie Fae Aiken              | August: Osage County                                                   | - Sinéad Cusack dans Rock 'n' Roll dans le rôle de Eleanor - Mary McCormack dans Boeing-Boeing dans le rôle de Gretchen - Laurie Metcalf dans November dans le rôle de Clarice Bernstein - Martha Plimpton dans Top Girls dans le rôle de Angie | [ 65 ]     |
| 2009  | Angela Lansbury     | Madame Arcati                 | Blithe Spirit                                                          | - Hallie Foote dans Dividing the Estate dans le rôle de Mary Jo Gordon - Jessica Hynes dans The Norman Conquests dans le rôle de Annie - Marin Ireland dans reasons to be pretty dans le rôle de Steph - Amanda Root dans The Norman Conquests dans le rôle de Sarah | [ 66 ]     |
| 2010  | Scarlett Johansson  | Catherine                     | A View from the Bridge                                                 | - Maria Dizzia dans In the Next Room (or The Vibrator Play) dans le rôle de Mrs. Daldry - Rosemary Harris dans The Royal Family dans le rôle de Fanny Cavendish - Jessica Hecht dans A View from the Bridge dans le rôle de Beatrice Carbone - Jan Maxwell dans Lend Me a Tenor dans le rôle de Maria Merelli | [ 67 ]     |
| 2011  | Ellen Barkin        | Dr. Emma Brookner             | The Normal Heart                                                       | - Edie Falco dans The House of Blue Leaves dans le rôle de Bananas Shaughnessy - Judith Light dans Lombardi dans le rôle de Marie Lombardi - Joanna Lumley dans La Bête dans le rôle de The Princess - Elizabeth Rodriguez dans The Motherfucker with the Hat dans le rôle de Veronica | [ 68 ]     |
| 2012  | Judith Light        | Silda Grauman                 | Other Desert Cities                                                    | - Linda Emond dans Death of a Salesman dans le rôle de Linda Loman - Spencer Kayden dans Don't Dress for Dinner dans le rôle de Suzette - Celia Keenan-Bolger dans Peter and the Starcatcher dans le rôle de Molly Aster - Condola Rashād dans Stick Fly dans le rôle de Cheryl | [ 69 ]     |
| 2013  | Judith Light        | Faye                          | The Assembled Parties                                                  | - Carrie Coon dans Who's Afraid of Virginia Woolf? dans le rôle de Honey - Shalita Grant dans Vanya and Sonia and Masha and Spike dans le rôle de Cassandra - Judith Ivey dans The Heiress dans le rôle de Lavinia Penniman - Condola Rashad dans The Trip to Bountiful dans le rôle de Thelma | [ 70 ]     |
| 2014  | Sophie Okonedo      | Ruth Younger                  | A Raisin dans the Sun                                                  | - Sarah Greene dans The Cripple of Inishmaan dans le rôle de Helen McCormack - Celia Keenan-Bolger dans The Glass Menagerie dans le rôle de Laura Wingfield - Anika Noni Rose dans A Raisin dans the Sun dans le rôle de Beneatha Younger - Mare Winningham dans Casa Valentina dans le rôle de Rita | [ 71 ]     |
| 2015  | Annaleigh Ashford   | Essie Carmichael              | You Can't Take It with You                                             | - Patricia Clarkson dans The Elephant Man dans le rôle de Madge Kendal - Lydia Leonard dans Wolf Hall Parts One & Two dans le rôle de Anne Boleyn - Sarah Stiles dans Hand to God dans le rôle de Jessica - Julie White dans Airline Highway dans le rôle de Tanya | [ 72 ]     |
| 2016  | Jayne Houdyshell    | Deirdre Blake                 | The Humans                                                             | - Pascale Armand dans Eclipsed dans le rôle de Bessie - Megan Hilty dans Noises Off dans le rôle de Brooke Ashton - Andrea Martin dans Noises Off dans le rôle de Dotty Otley - Saycon Sengbloh dans Eclipsed dans le rôle de Helena | [ 73 ]     |
| 2017  | Cynthia Nixon       | Birdie Hubbard                | The Little Foxes                                                       | - Johanna Day dans Sweat dans le rôle de Tracey - Jayne Houdyshell dans A Doll's House, Part 2 dans le rôle de Anne Marie - Condola Rashād dans A Doll's House, Part 2 dans le rôle de Emmy Helmer - Michelle Wilson dans Sweat dans le rôle de Cynthia | [ 74 ]     |
| 2018  | Laurie Metcalf      | B                             | Three Tall Women                                                       | - Susan Brown dans Angels in America dans le rôle de Hannah Pitt, et al. - Noma Dumezweni dans Harry Potter and the Cursed Child dans le rôle de Hermione Granger - Deborah Findlay dans The Children dans le rôle de Hazel - Denise Gough dans Angels dans America dans le rôle de Harper Pitt, et al. | [ 75 ]     |
| 2019  | Celia Keenan-Bolger | Scout Finch                   | To Kill a Mockingbird                                                  | - Fionnula Flanagan dans The Ferryman dans le rôle de Tante Maggie Far Away - Kristine Nielsen dans Gary: A Sequel to Titus Andronicus dans le rôle de Janice - Julie White dans Gary: A Sequel to Titus Andronicus dans le rôle de Carol - Ruth Wilson dans King Lear dans le rôle de Cordelia/Fool | [ 76 ]     |
| 2020  | Lois Smith          | Margaret                      | The Inheritance                                                        | - Jane Alexander dans Grand Horizons dans le rôle de Nancy - Chalia La Tour dans Slave Play dans le rôle de Teá - Annie McNamara dans Slave Play dans le rôle de Alana - Cora Vander Broek dans Linda Vista dans le rôle de Jules |            |
| 2022  | Phylicia Rashad     | Faye                          | Skeleton Crew                                                          | - Uzo Aduba dans Clyde's dans le rôle de Clyde - Rachel Dratch dans POTUS: Or, Behind Every Great Dumbass Are Seven Women Trying to Keep Him Alive dans le rôle de Stephanie - Kenita R. Miller dans For Colored Girls Who Have Considered Suicide / When the Rainbow Is Enuf\|for colored girls who have considered suicide / when the rainbow is enuf dans le rôle de Lady in Red - Julie White dans POTUS dans le rôle de Harriet - Kara Young dans Clyde's dans le rôle de Letitia |            |
| 2023  | Miriam Silverman    | Mavis Parodus Bryson          | The Sign in Sidney Brustein's Window                                   | - Nikki Crawford – Fat Ham dans le rôle de Tedra - Crystal Lucas-Perry – Ain't No Mo' dans le rôle de Passenger #5 - Katy Sullivan – Cost of Living dans le rôle d'Ani - Kara Young – Cost of Living dans le rôle de Jess |            |
| 2024  | Kara Young          | Lutiebelle Gussie Mae Jenkins | Purlie Victorious                                                      | - Quincy Tyler Bernstine – Doubt: A Parable dans le rôle de Mrs. Muller - Juliana Canfield – Stereophonic dans le rôle de Holly - Celia Keenan-Bolger – Mother Play dans le rôle de Martha - Sarah Pidgeon – Stereophonic dans le rôle de Diana |            |
| 2025  | Kara Young          | Aziza Houston                 | Purpose                                                                | - - Tala Ashe – English dans le rôle d'Elham - Jessica Hecht – Eureka Day dans le rôle de Suzanne - Marjan Neshat – English dans le rôle de Marjan - Fina Strazza – John Proctor Is the Villain dans le rôle de Beth Powell |            |

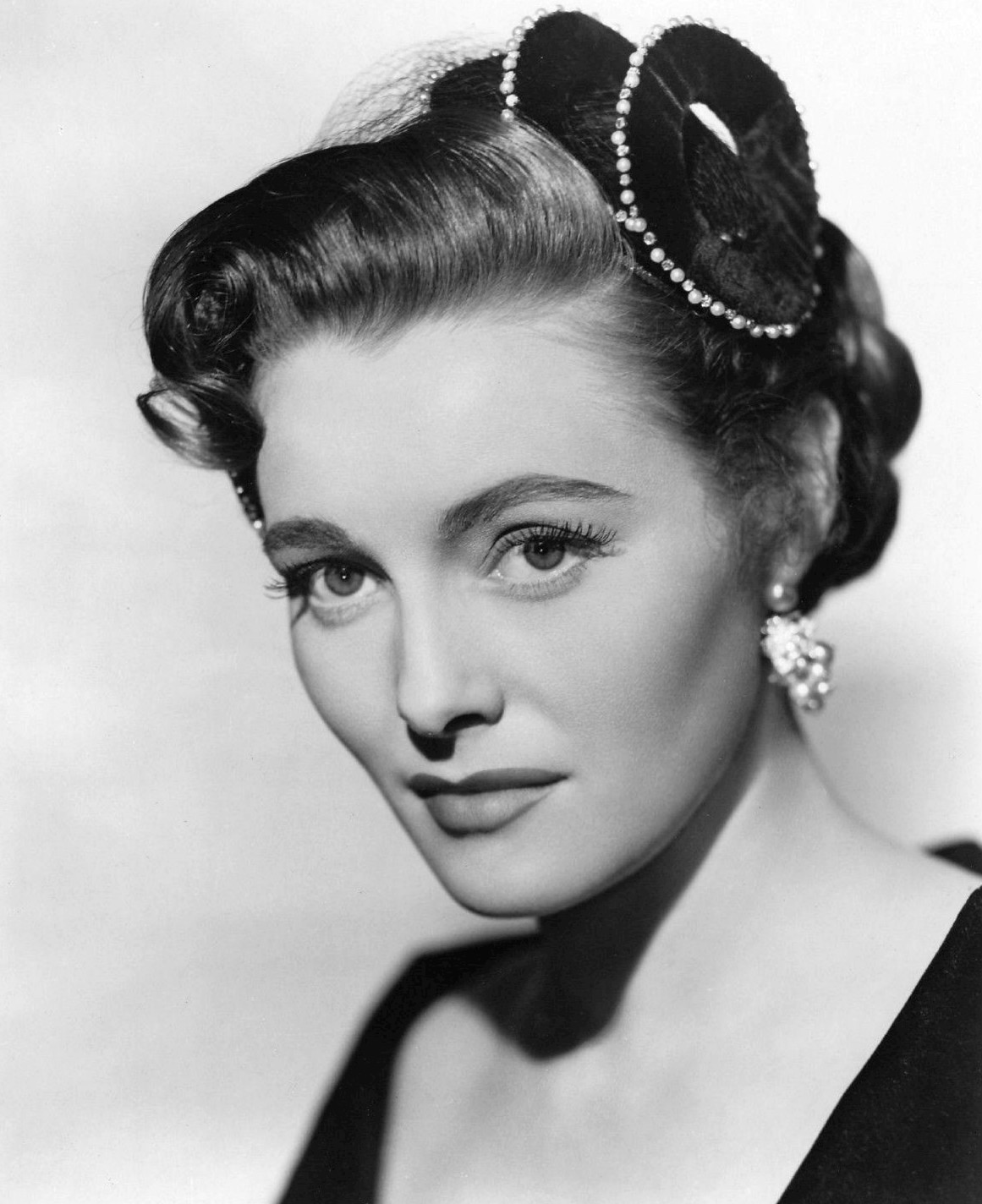
Patricia Neal, lauréate 1947.
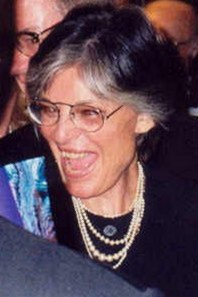
Anne Bancroft, lauréate 1958.
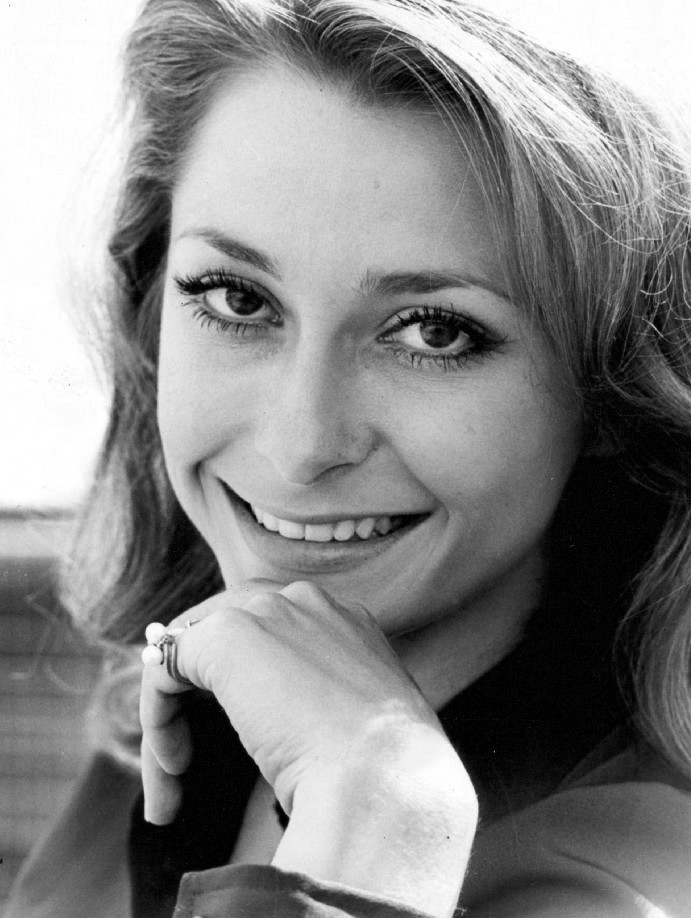
Elizabeth Ashley, lauréate 1962.
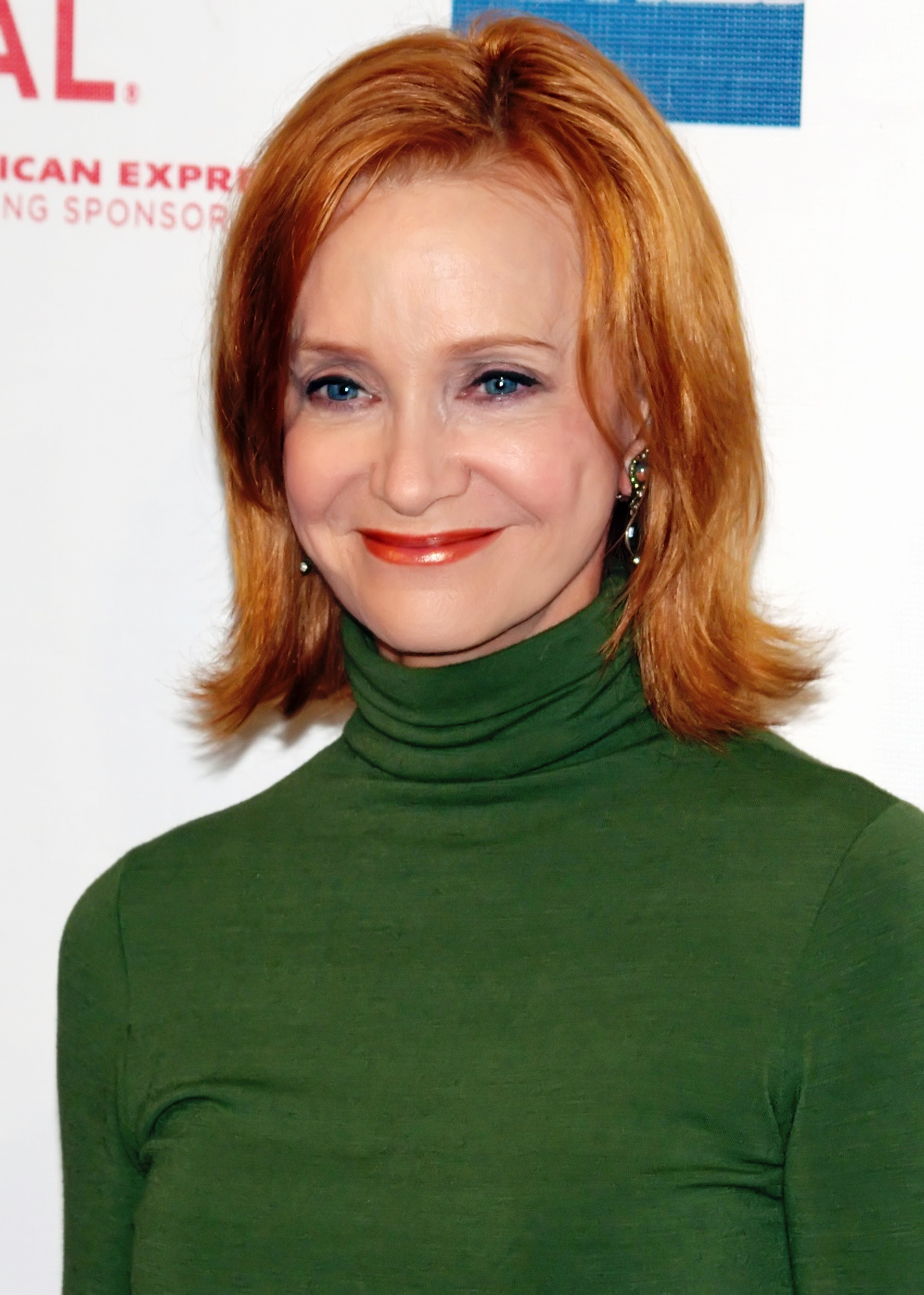
Swoosie Kurtz, récompensée à deux reprises.
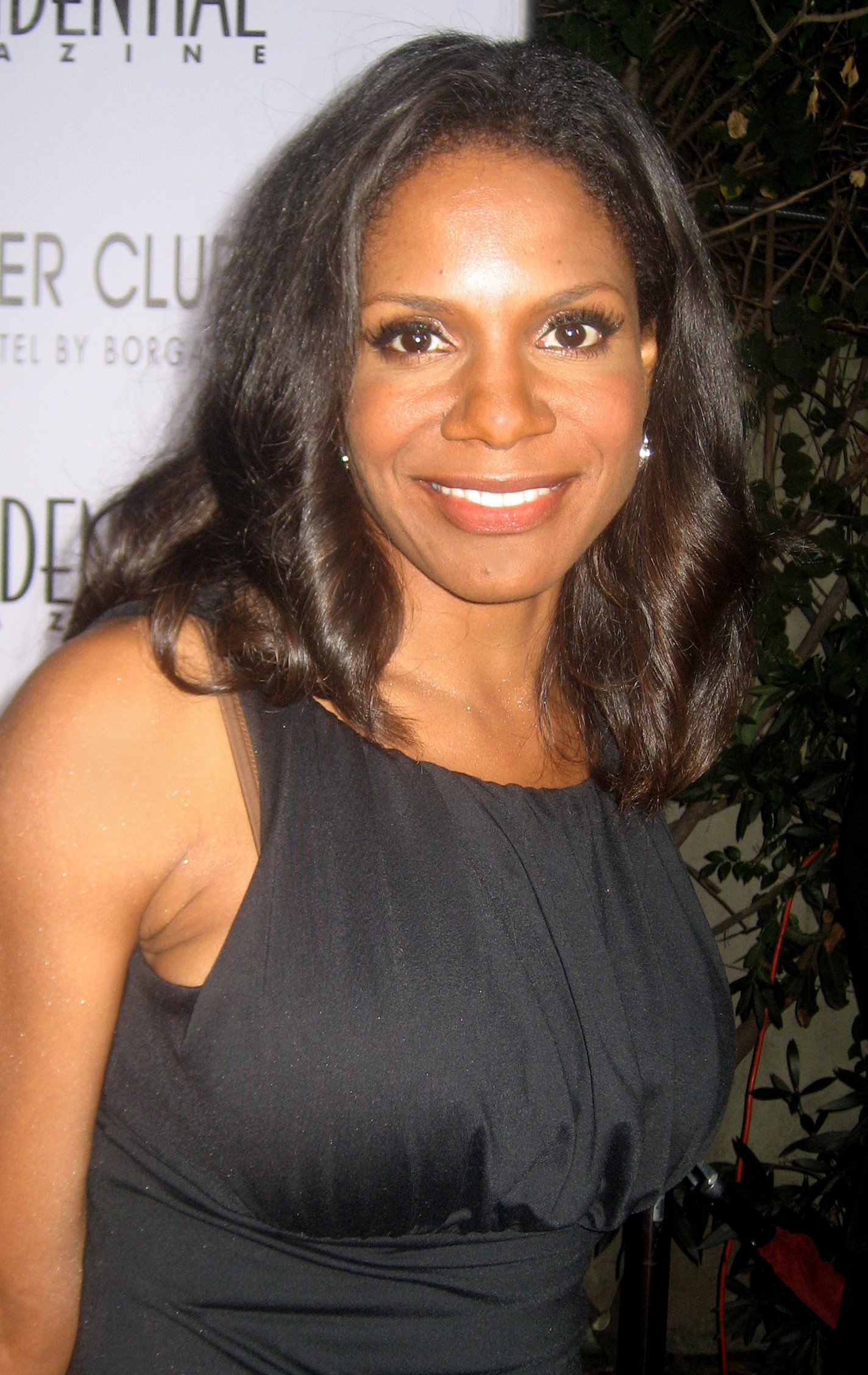
Audra McDonald récompensée à deux reprises.
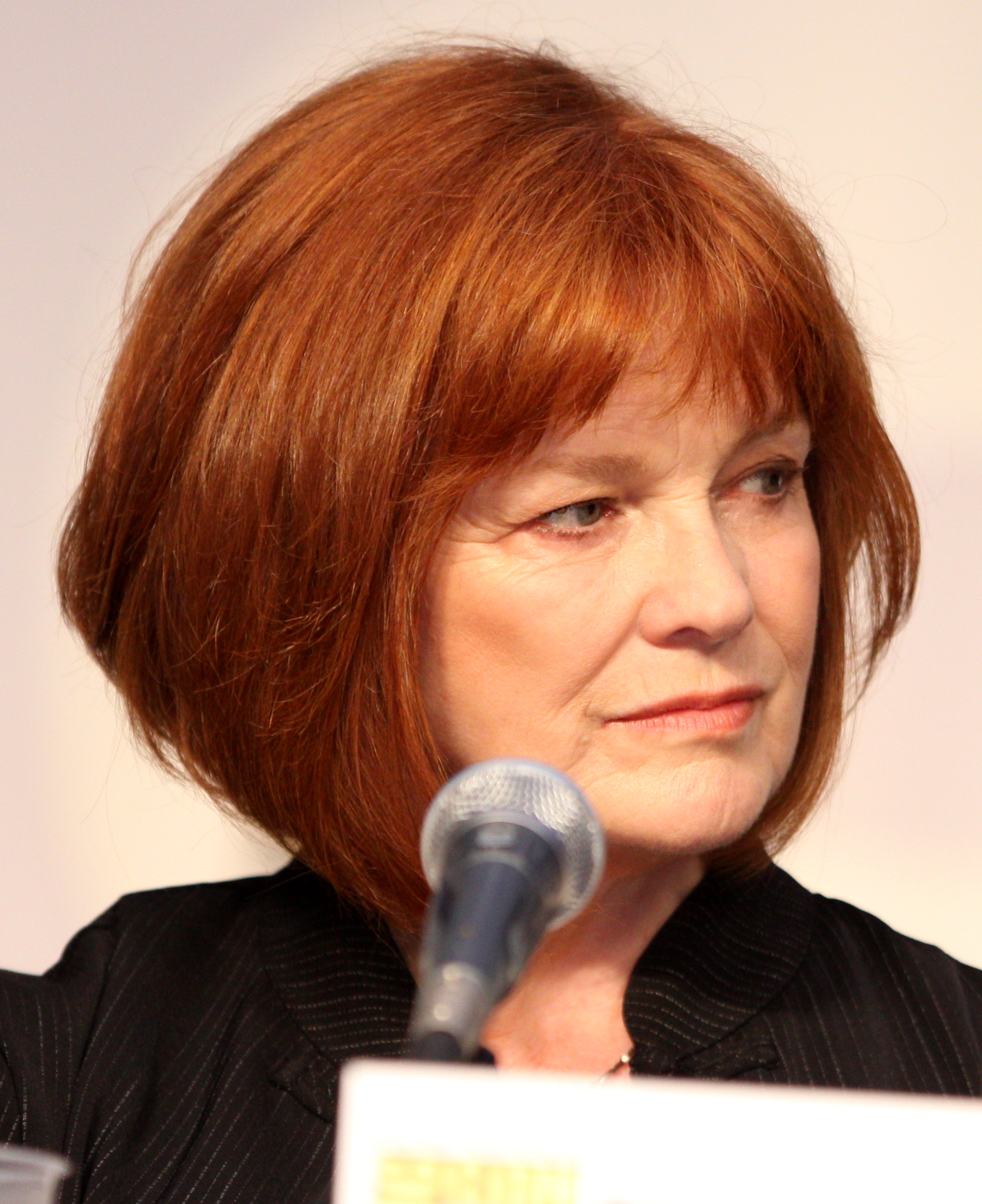
Blair Brown, lauréate 2000.
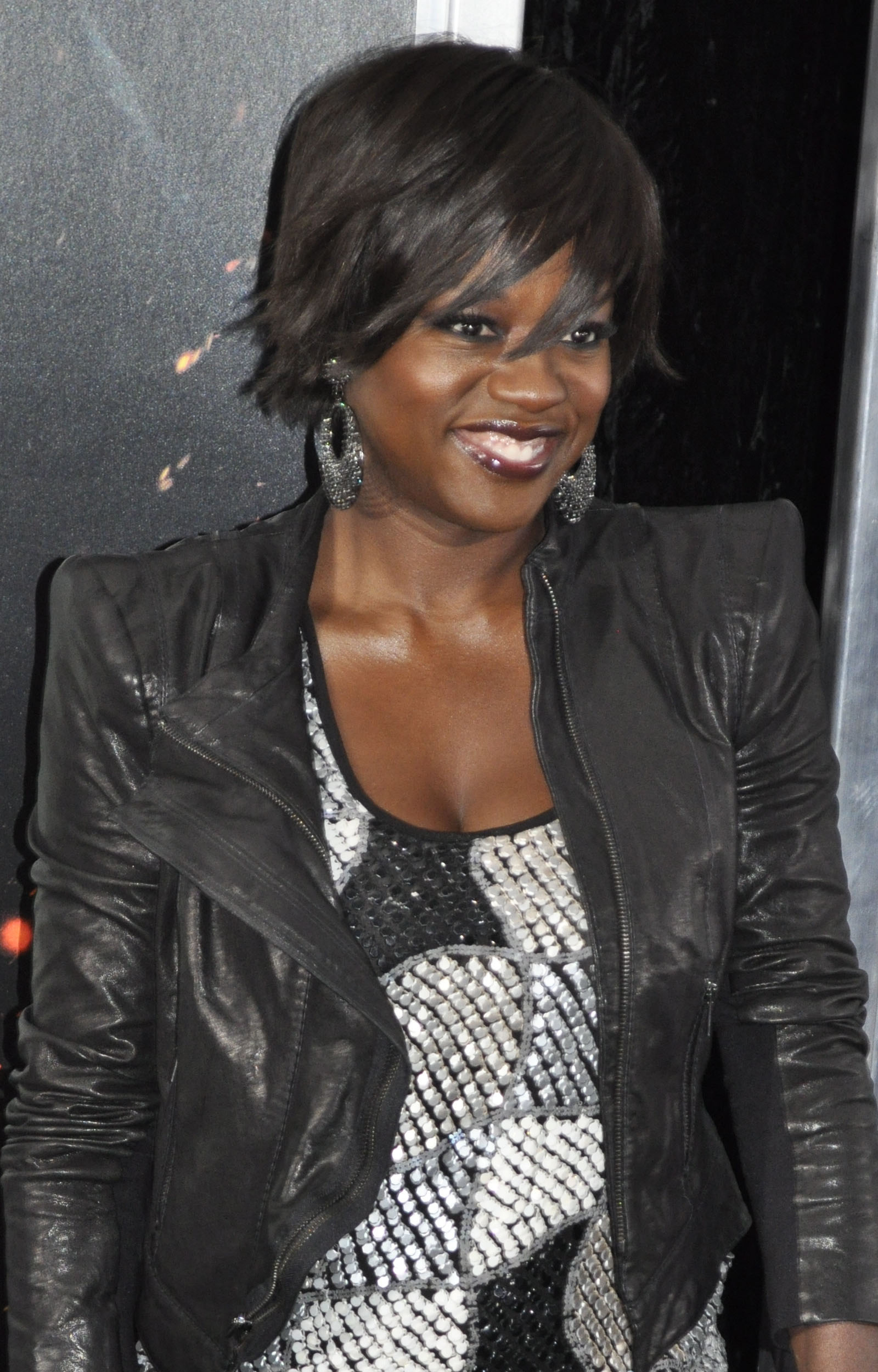
Viola Davis, lauréate 2001.
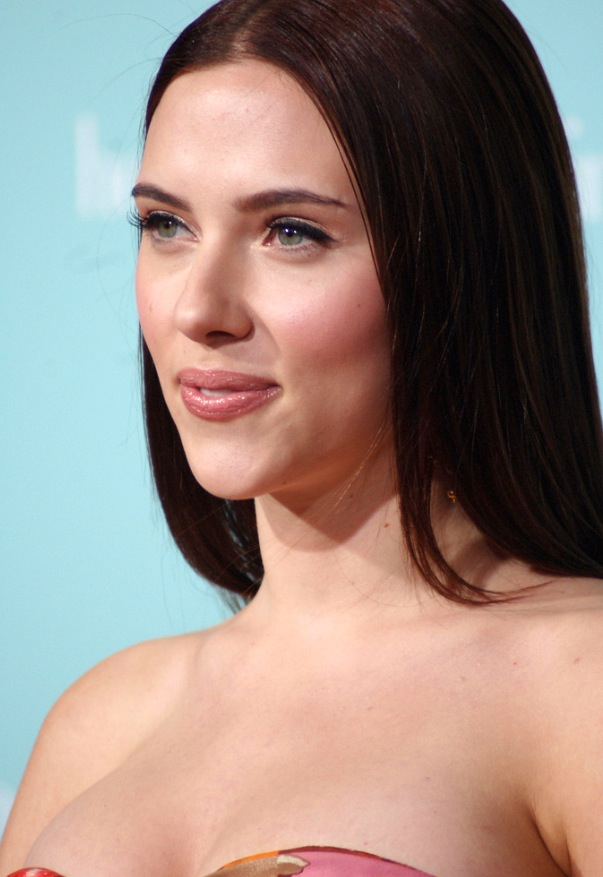
Scarlett Johansson, lauréate 2010.
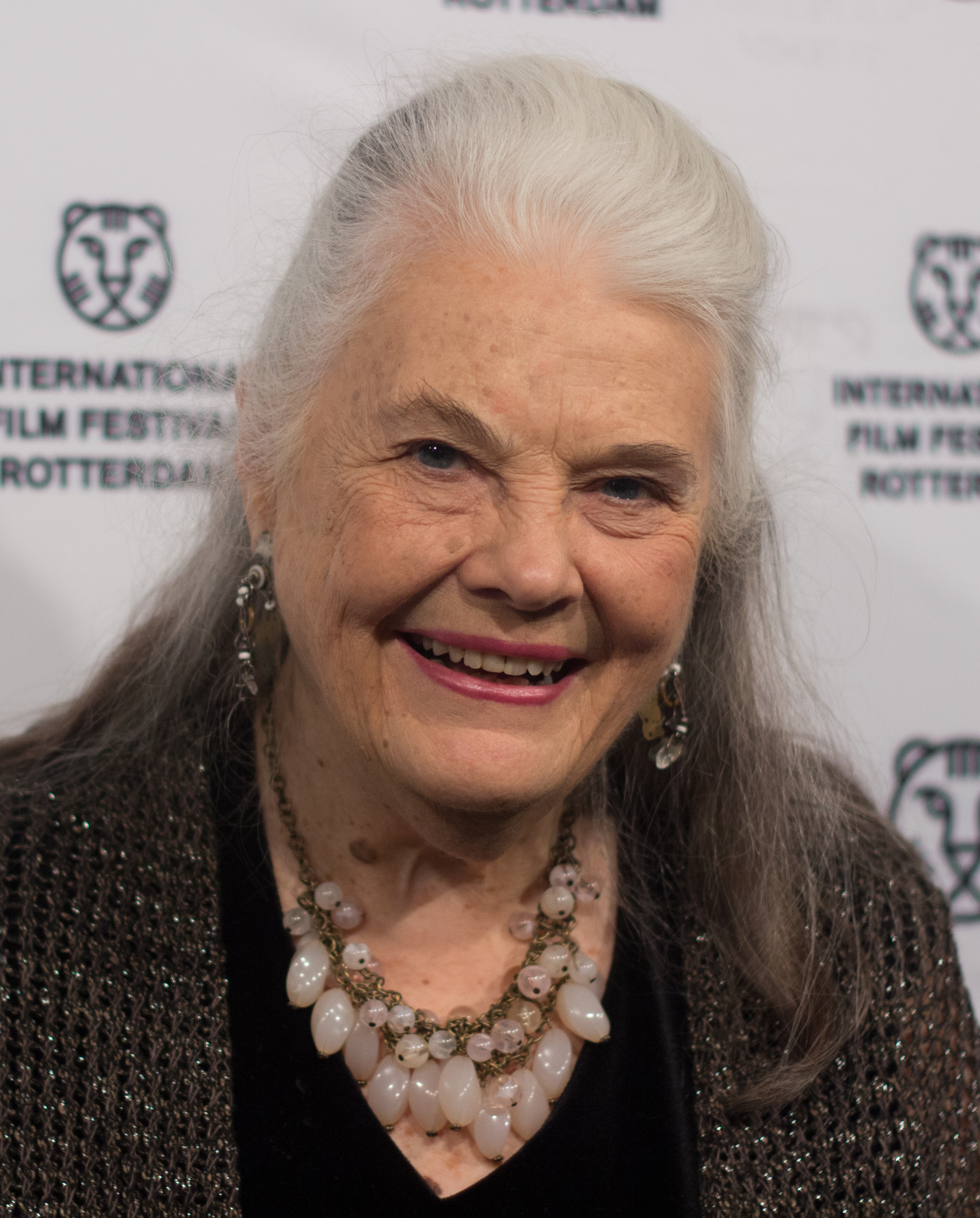
Lois Smith, lauréate 2020.
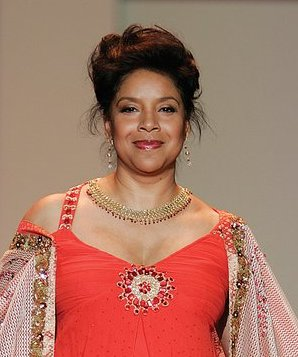
Phylicia Rashād, lauréate 2022.
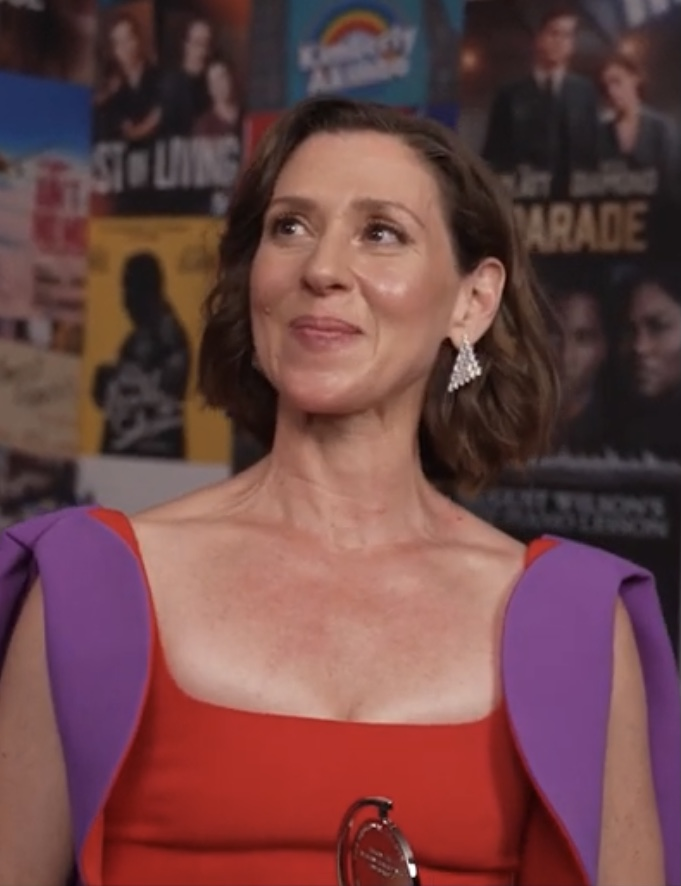
Miriam Silverman, lauréate 2023.
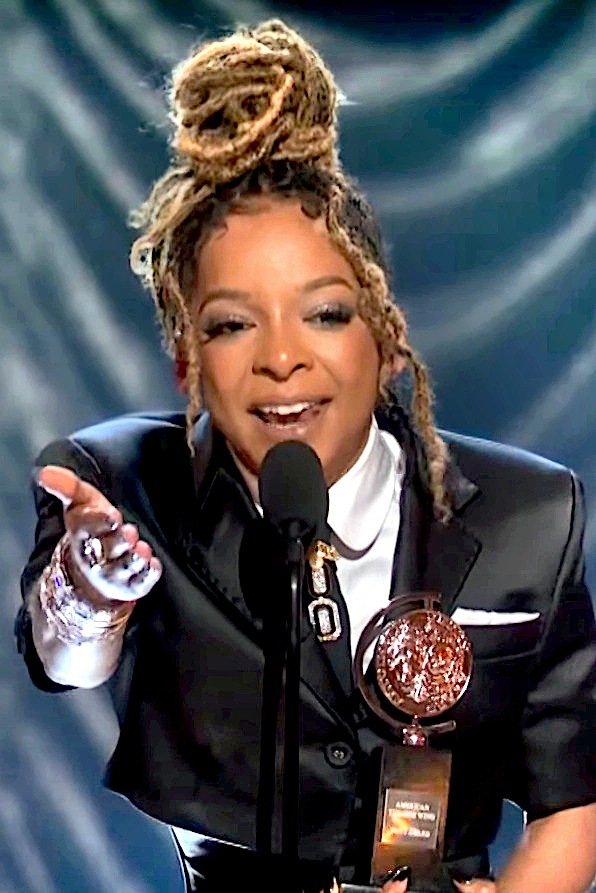
Kara Young, lauréate 2024 et 2025.